# 대전 충청남도청 구 본관
대전 충청남도청 구 본관(大田 忠淸南道廳 舊 本館)은 대전광역시 중구에 있는 충청남도청의 옛 청사이다. 2002년 5월 31일 대한민국의 국가등록문화재 제18호로 지정되었다.

## 개요
충청남도청은 본래 현재의 공주대학교 사범대학 부설고등학교 자리에 있었으나, 1932년에 대전에 청사 건물을 신축하여 이전하였다. 아치형 현관의 벽면들을 요철 모양으로 파내어 장식적 요소를 가미함으로써 건물의 조형성을 배가하였으며, 건물의 하중을 받치는 기둥과 기단의 각을 곡선 처리하여 유연성을 살렸다. 당초 2층으로 준공되었던 것을 1960년경 짧은 창을 낸 모임지붕 형태로 3층 부분을 증축하였다.
청사 바로 옆에는 2013년까지 충남지방경찰청이 위치하고 있었으며, 본관 이외 신관 1동과 별관 3동이 추가 증축되어 현존한다.
한때 이 건물 외부에 첨가된 문양이 조선사랑방을 상징했던 소나무 꽃이라는 의견이 있었으나, 도청의 장식문양은 당시 정사각형을 겹쳐 외장을 다양하게 장식하였던 기법 중의 하나로 일왕과 왕실을 상징하는 조선총독부 마크와는 상관성이 없다는 분석이 나오면서 그대로 존치되고 있다.
일제 강점기 권위적 성격의 청사건물 전형을 보여 근대건축물로서의 상징적 가치가 있다.
이 건물은 한국 전쟁 때에 임시로 육군본부로 사용되기도 했다.
충청남도청은 2012년 12월 28일, 홍성군 홍북면에 위치한 내포 신청사로 이전하였다.

## 같이 보기
- 충청남도
- 충청남도청